# Ailsa Anastatia
Ailsa B. Anastatia (Curaçao, 1978) is een Curaçaos beeldend kunstenaar.
Zij is bekend door haar installaties, video's, tekeningen en schilderijen die geïnspireerd zijn door het thema ruimte in de breedste zin van het woord. Ze werkt vaak in series, haar werk is meestal een mix van conceptualisme en spiritualiteit.

## Opleiding en loopbaan
Ailsa Anastatia volgde van 1997 tot 2001 de lerarenopleiding aan de Academie voor Beeldende Vorming in Tilburg. In 2004 behaalde ze aan de Amsterdamse Hogeschool voor de Kunsten een diploma als eerstegraads leerkracht beeldende kunst en vormgeving. Sinds 2007 geeft zij naast haar werk als kunstenaar les aan het Kolegio Alejandro Paula (KAP) in Willemstad. In 2011 volgde ze een artist in residenceprogramma Sharing Identities bij het Centrum Beeldende Kunst Zuidoost in samenwerking met de Open Ateliers Zuidoost (OAZO) in Amsterdam.

## Stijl
Anastatia gebruikt verschillende materialen en technieken, afhankelijk van het verhaal dat zij wil vertellen. Haar materiaalkeuze ontstaat vanuit herinneringen, een gevoel of symboliek, waarbij zij altijd een bepaalde link met het materiaal moet hebben. Zo gebruikt zij bijvoorbeeld indigo blokjes of blous ter bescherming (een cultuurgebonden traditie), of metaal omdat het kil en koud aanvoelt en dat op dat moment nodig is in haar werk. Omdat kleur vaak een symbolische betekenis heeft, gebruikt zij het materiaal meestal zo dat de oorspronkelijke kleur een toegevoegde waarde heeft. Metaal en hout worden vaak niet geverfd. Zij is voortdurend onderzoekend bezig en betrekt hierbij ook het publiek.

## Projecten
- Cursus Kleuren en kleurmenging voor studenten aan het Instituto Buena Bista, 2012
- Jurylid bij het digitale 48 Hours Film Project in Curaçao, 2014
- Lid van de raad van bestuur van Instituto Buena Bista, 2015 tot heden
- Jurylid korte films bij het Curaçao International Film Festival Rotterdam (CIFFR), 2014-2016
- Jurylid Caribbean Short Competition bij het CIFFR, 2017 tot heden
- Deelname aan de Kaya Kaya Street Party Public Art, 2019
- Project Environmental Poetry: een serie muurobjecten waarin zij de relatie tussen de mens en de natuur onderzoekt. Hiertoe gebruikt zij een combinatie van schilderen en tekenen met intuïtieve borduurtechnieken met behulp van zowel natuurlijke als door de mens gemaakte materialen. 2019 tot heden[6]
- Tijdens de Open Ateliers Zuidoost in de Bijlmer in 2021 maakte zij verscheidene schilderijen  en samen met Avantia Damberg de animatievideo Nigra Videri / Black to be Seen. Deze video werd vertoond bij de opening van het Black Magic Woman Festival in het Bijlmer Parktheater.[7]
- Deelname aan de vijftigste editie van de kunstroute Open stal in Oldeberkoop, 2021[8]

## Exposities
Ailsa Anastatia heeft geëxposeerd in Aruba, Nederland, Venetië en  New Jersey. Zij had de volgende solo-exposities.
- Ride for the Roses bij particuliere opdrachtgever, 2008
- Living Expo World Trade Center Curaçao, 2011
- Court of Justice of Curaçao, 2014
- Belle Alliance, Avila Beach Hotel, Curaçao, 2015
- Fragements of an Unfolding Journey, Huize Scherpenheuvel, Curaçao, 2019[2][9]
- In voorbereiding is een solo-expositie in het Curaçaosch Museum, mede mogelijk gemaakt door het Mondriaan Fonds.

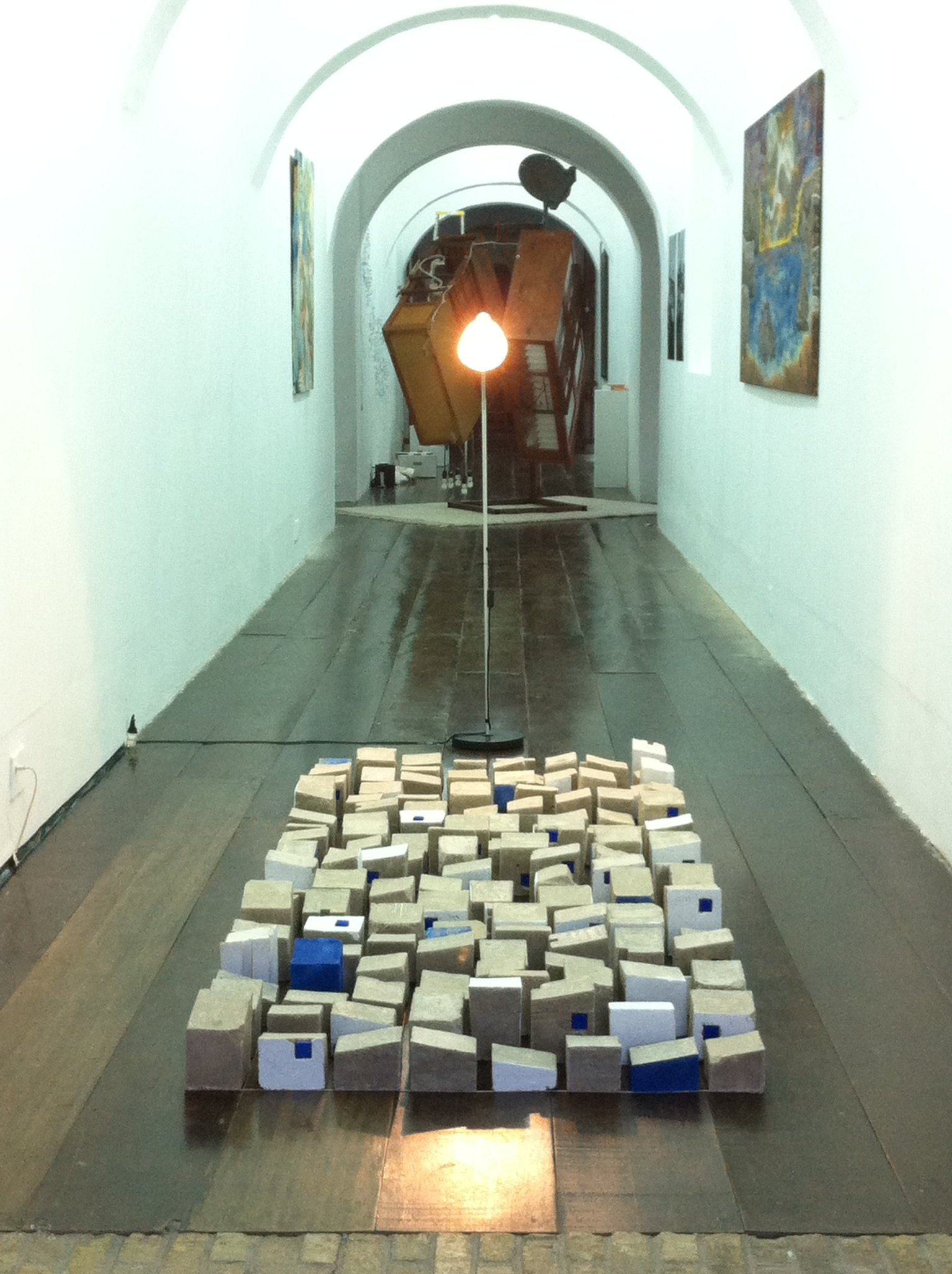
A gift to my grandchild, 2014
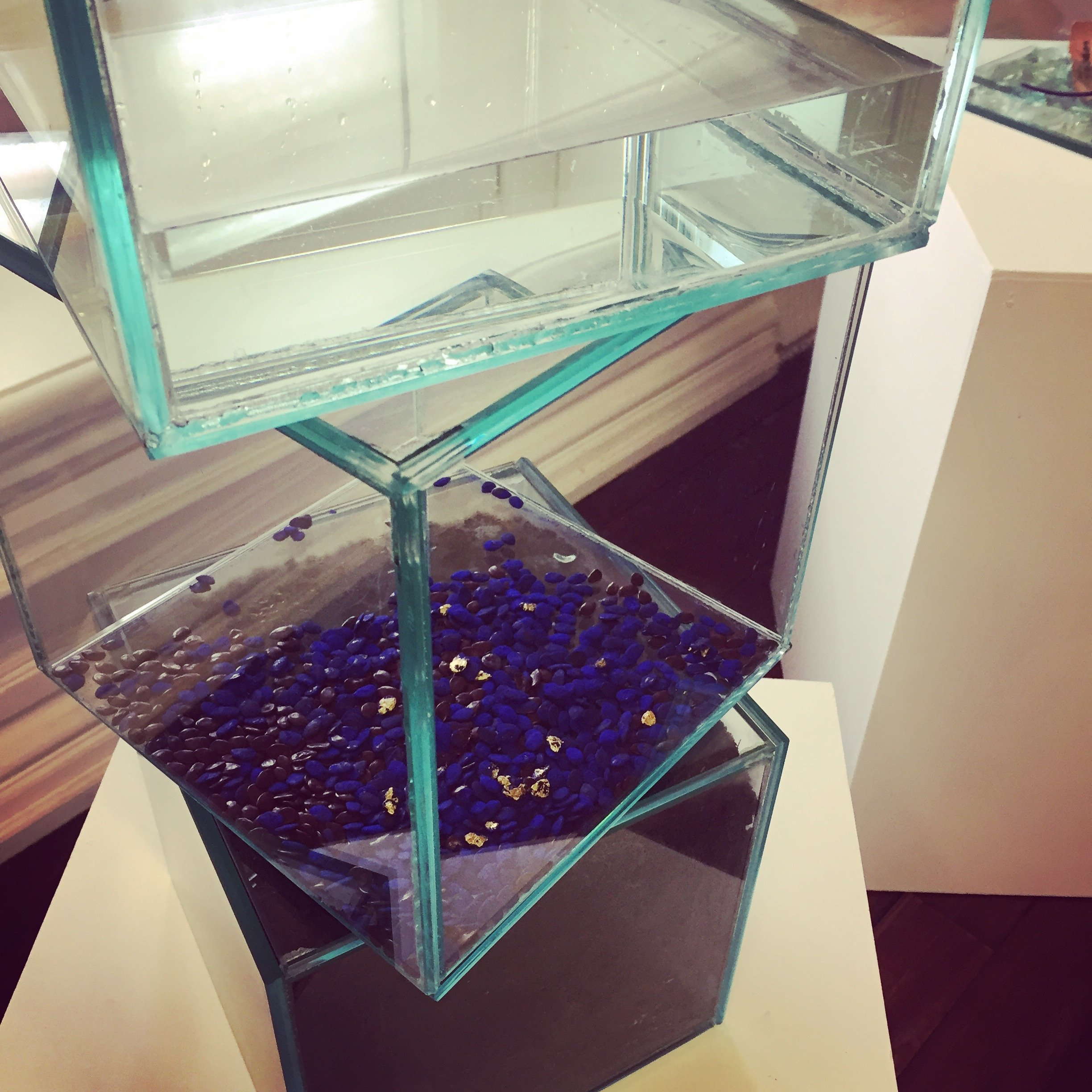
To lose the battle, but to win the war, 2017
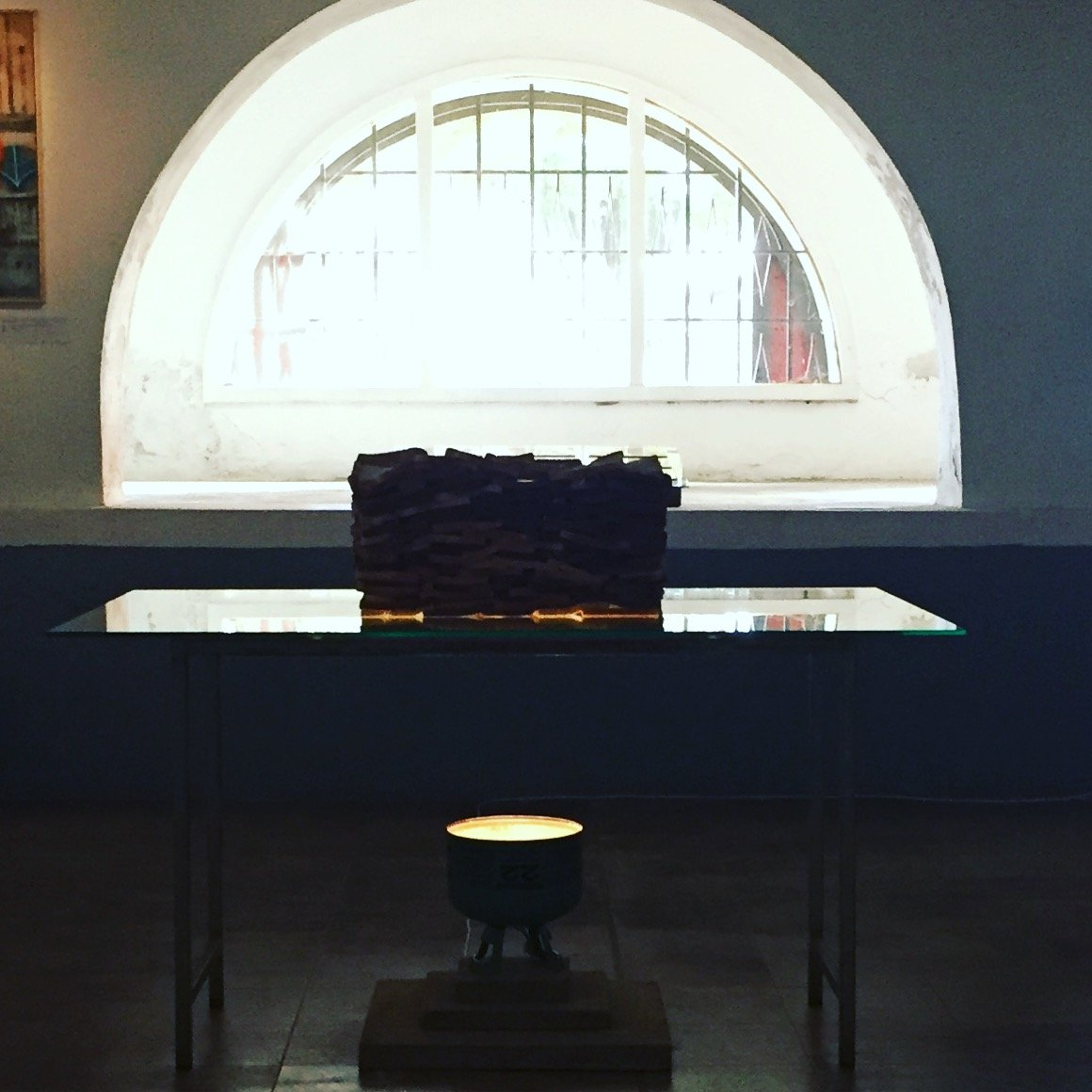
Pan riba mesa, Bread on the table, 2017
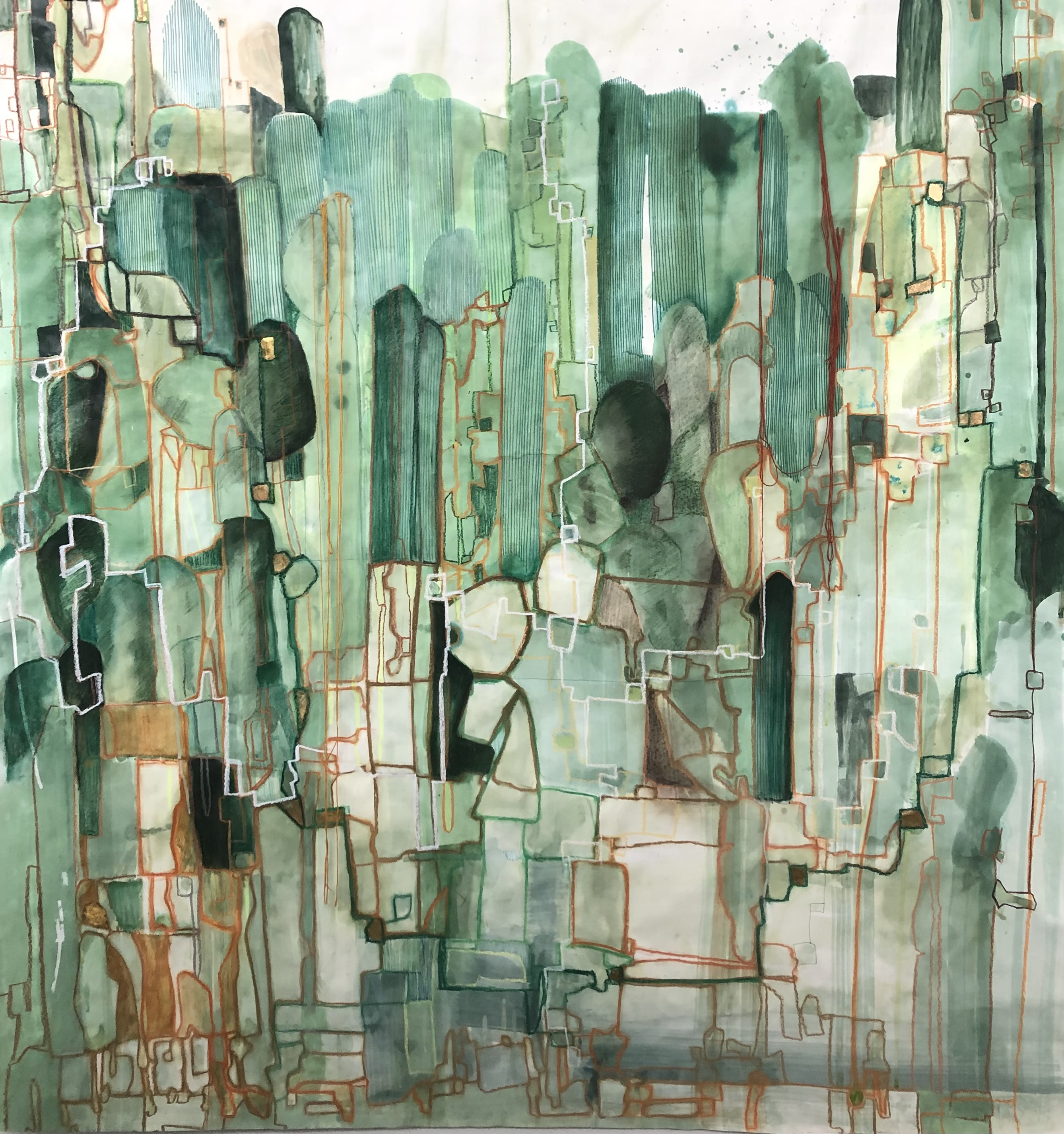
Defragmentation, 2018
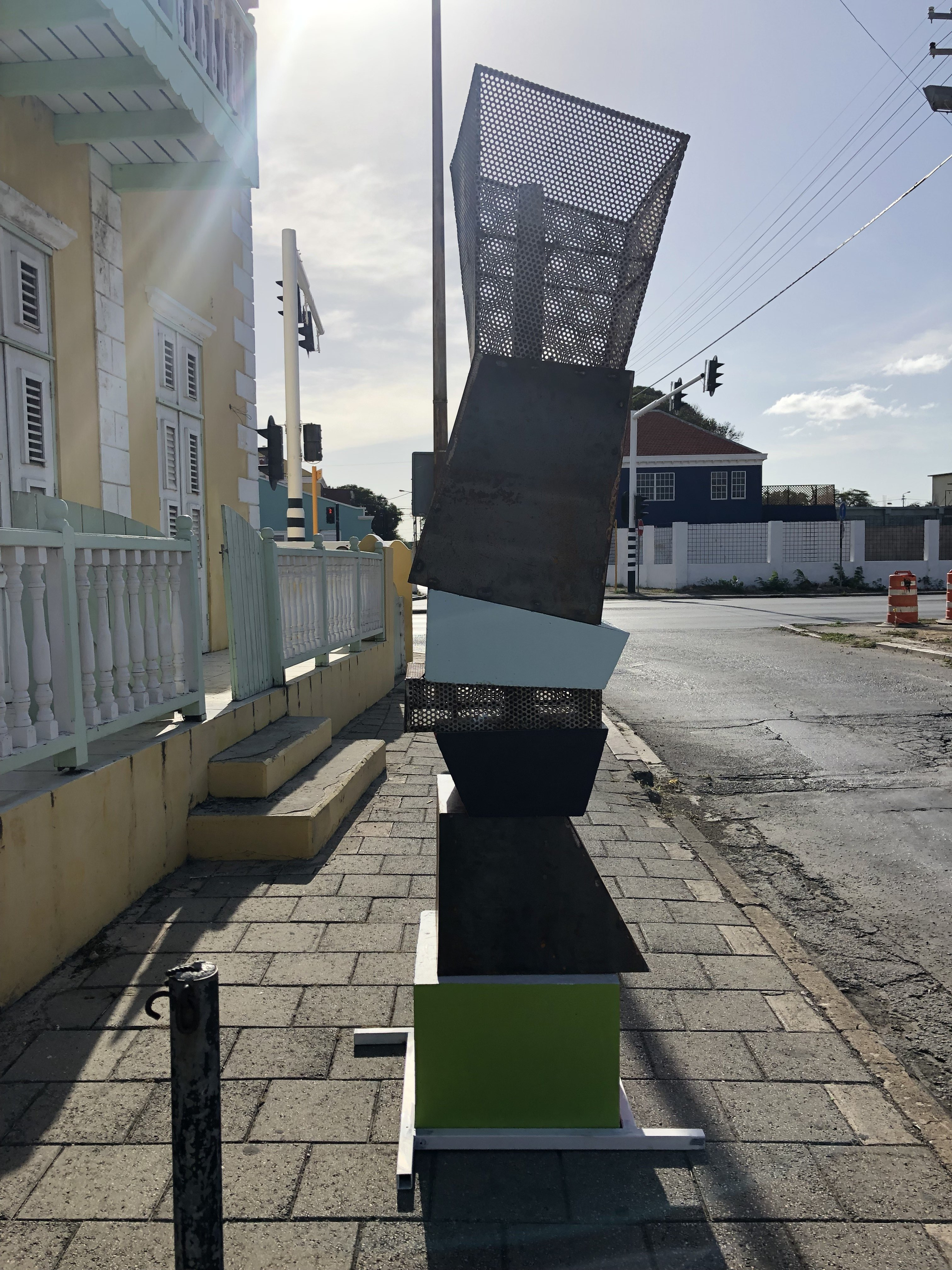
Restructured, 2019
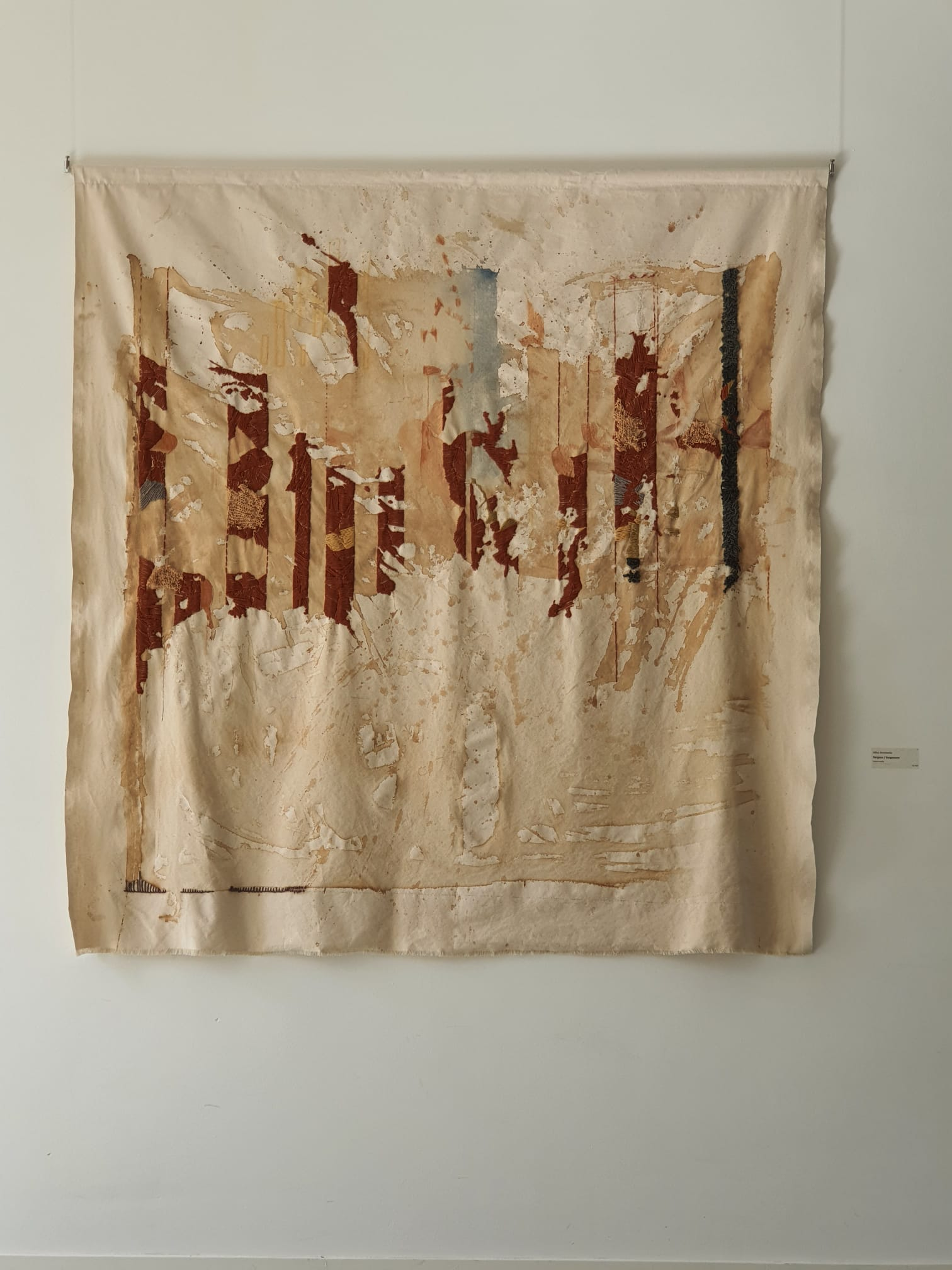
Sargassum, 2021